# Kristův monogram

Symbol Chi-Rho

Kristův monogram, též označovaný jako chí-ró, je jedním z chrismonů (odlišuj od christogramu IHS), tedy vyjádření Kristova jména zkratkou. Symbol je zkratkou pro řecký zápis slova Kristus (řecky Χριστός - Christos) a je tvořen jeho prvními dvěma písmeny, řeckými písmeny Χ (chí) a Ρ (ró). Odtud pochází označení chíró případně chí-ró. Je to jeden z nejstarších a nejrozšířenějších křesťanských symbolů a vyskytuje se na křesťanských náhrobcích už od 3. století. Ve východním křesťanství má christogram podobu čtyř řeckých písmen ΙϹΧϹ = Isos Christos.
Podle historika Lactantia († asi 320) měl císař Konstantin I. Veliký v noci před rozhodující bitvou s Maxentiem na Milvijském mostě (312) sen: viděl na nebi znamení ΧΡ a slyšel hlas, že s tímto znamením zvítězí. Ráno nařídil vojákům, aby si je dali na štíty a skutečně zvítězil. Podle Eusebiových Církevních dějin měl toto vidění cestou z Gallie do Říma, kdežto podle pozdějšího Životopisu Konstantinova (asi 338) od téhož autora viděl Konstantin v poledne před bitvou dva zkřížené pruhy světla přes Slunce a navíc nápis „v tomto znamení zvítězíš“. Proto je nechal připevnit na vojenské standarty (labarum).
Monogram ΧΡ má ovšem také kosmologické souvislosti. Když Platónův Timaios popisuje jak démiurg formoval Vesmír, přirovnává křížení ekliptiky a vesmírného rovníku k písmenu Χ. Jeden z prvních křesťanských apologetů, Justin Mučedník (†165), spojuje tento Timaiův příměr s Kristovým křížem, který je vepsán na nebesích jako základ jejich uspořádání. Skutečně na nejstarších vyobrazeních se ramena písmene Χ neprotínají pod pravým úhlem, nýbrž ostřejším. Podobnou myšlenku možná vyjadřuje už spis Didaché (kolem 150), když mluví o „prvním znamení rozestření (rozpětí) nebes“.

## Galerie

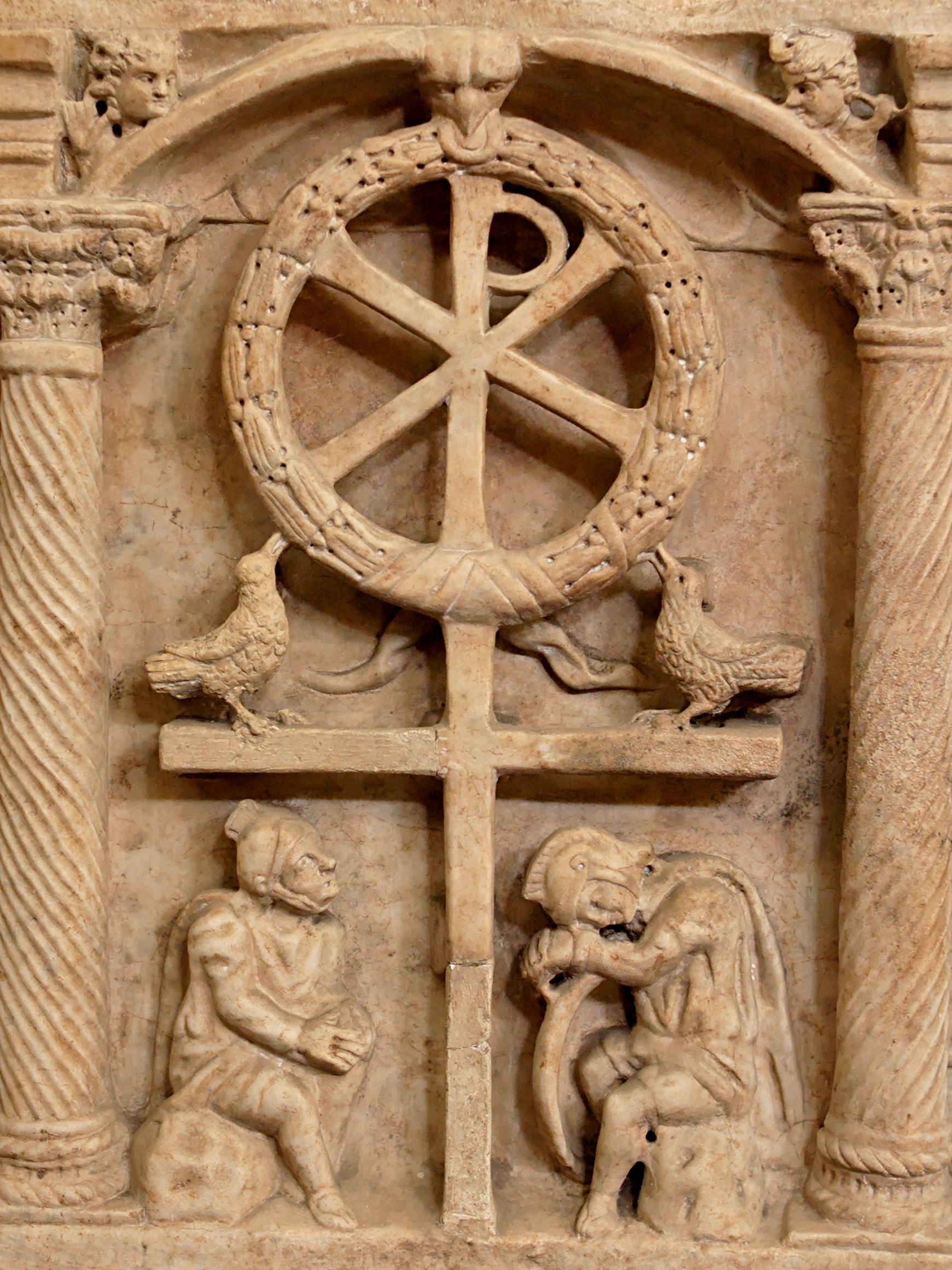
Kristův monogram na sarkofágu Kolem 350, Vatikán
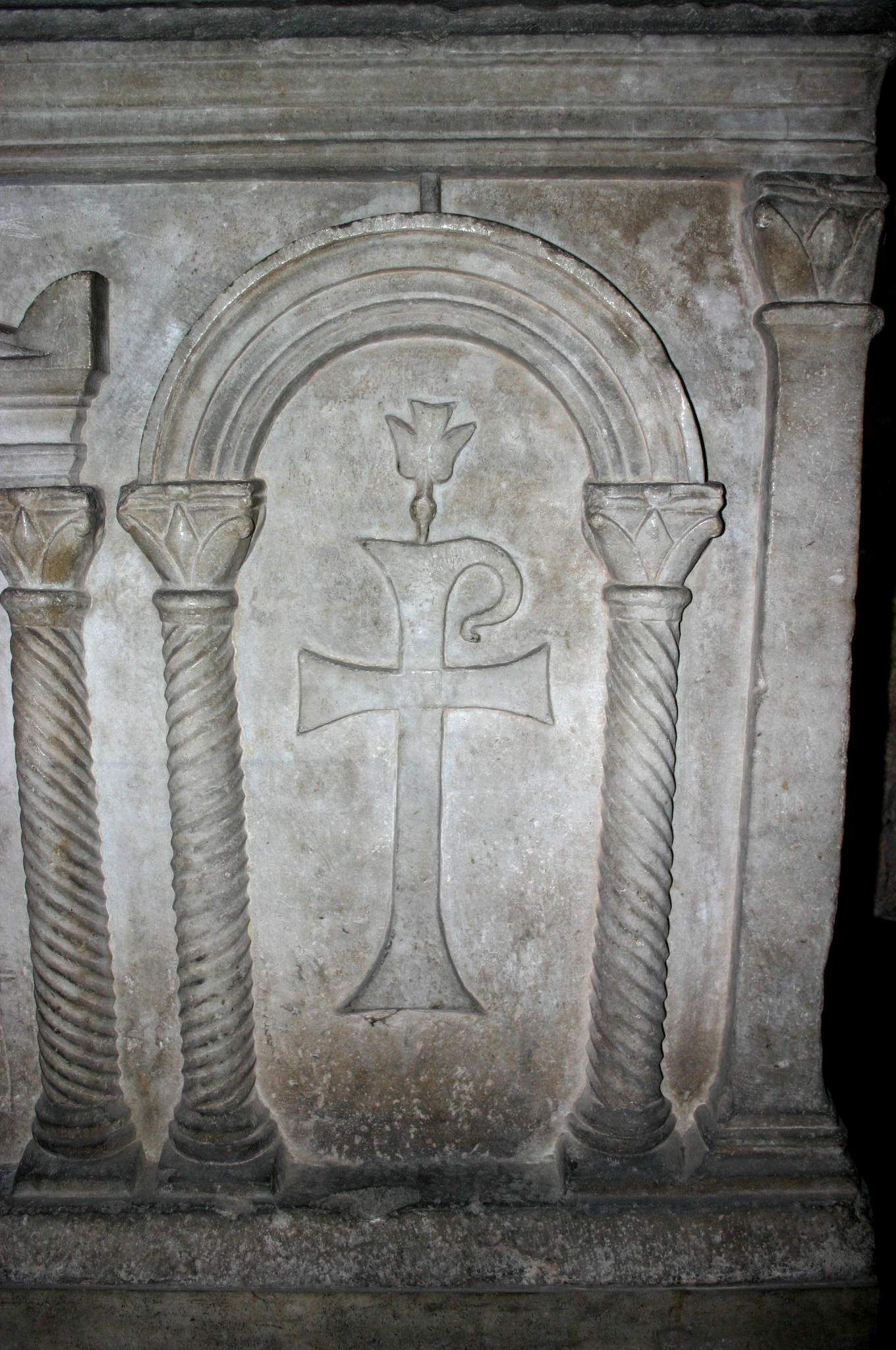
Kříž a Ρ na sarkofágu 3. stol., Milán, kostel San Lorenzo
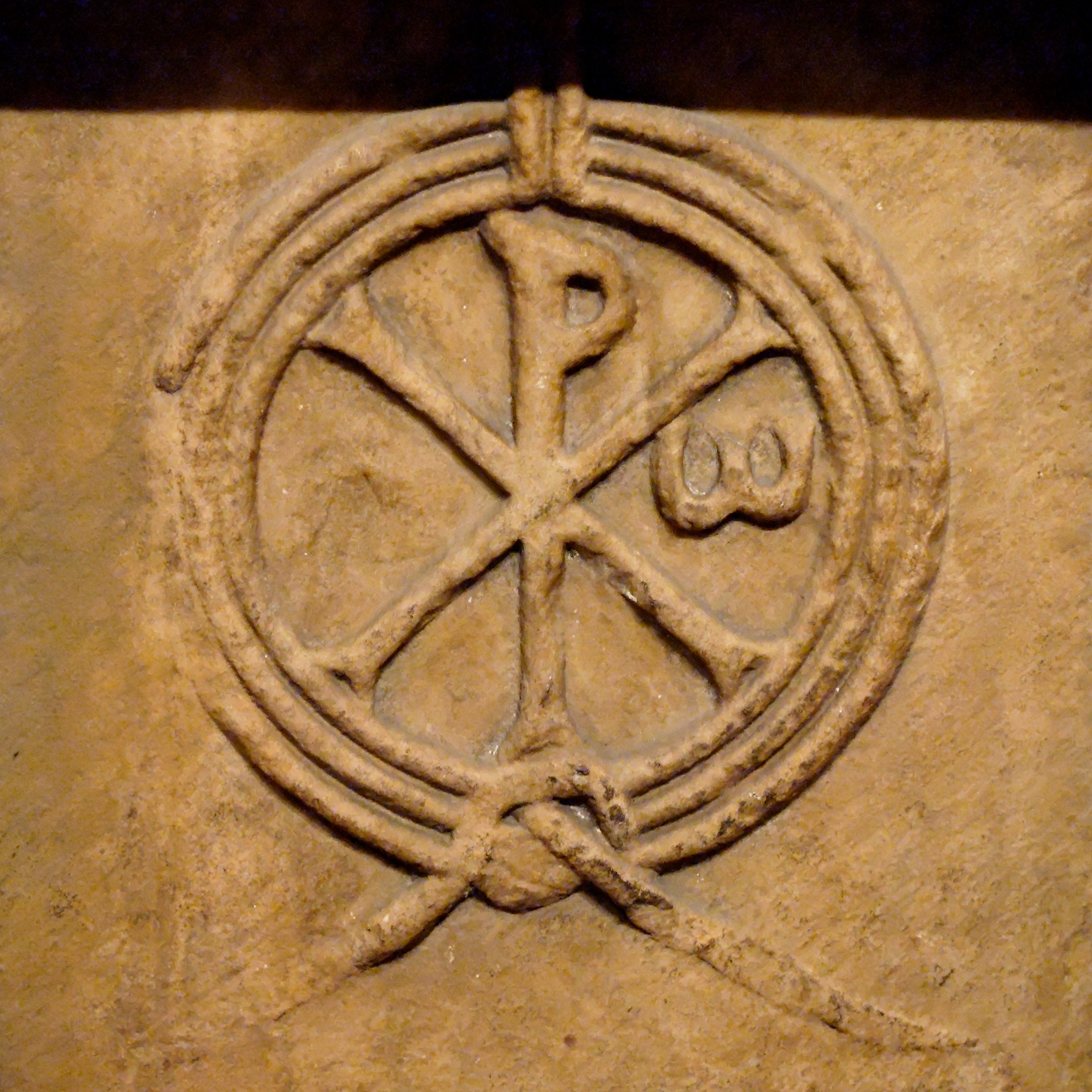
2. polovina 12. stol. Haute-Garonne, Francie
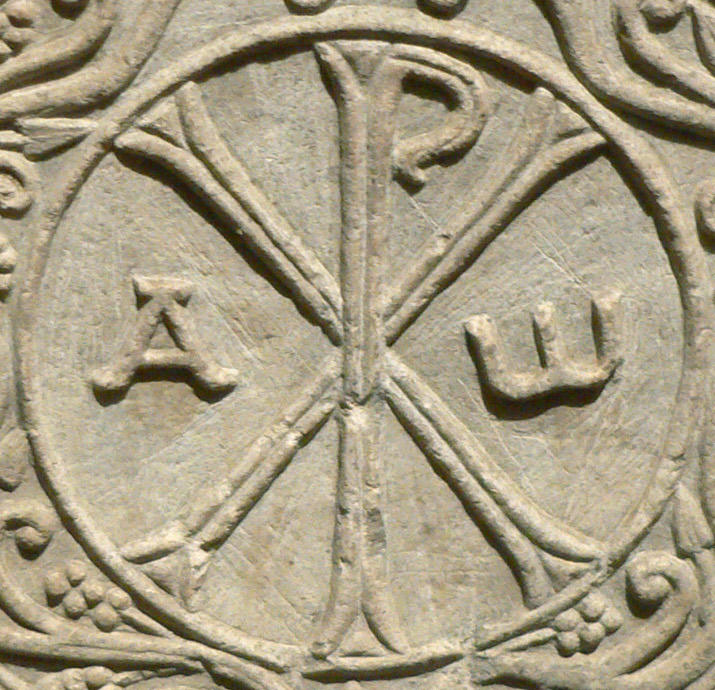
Sarcophage de Drausin Francie
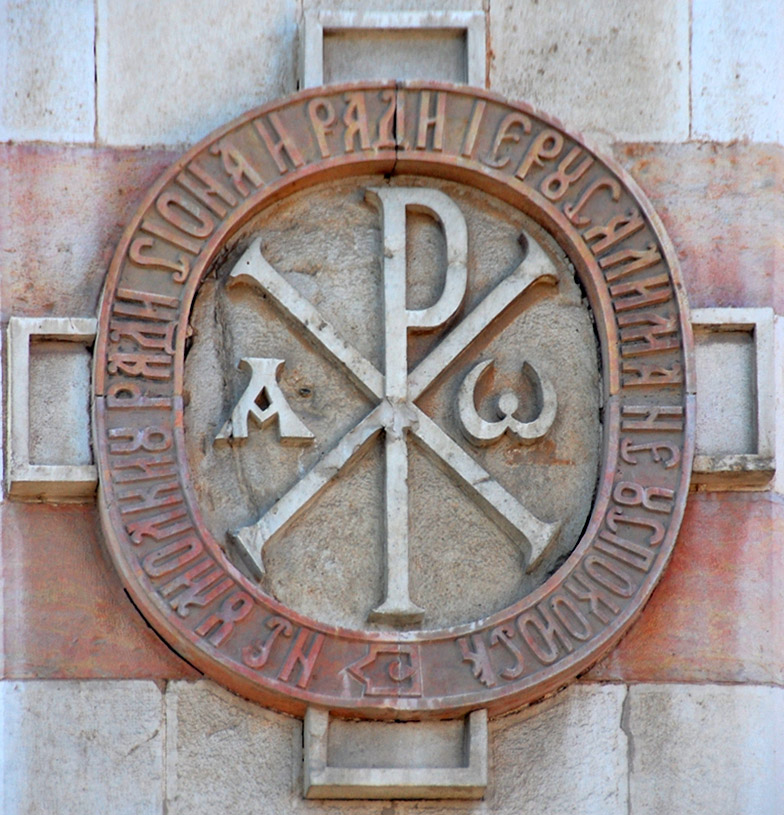
Symbol na ruském klášteře v Jeruzalémě čtvrť Migraš ha-Rusim